# Incident gréco-turc du 8 octobre 1996
Contentieux gréco-turc en mer Égée
Le 8 octobre 1996, un incident de frontière a lieu entre la Grèce et la Turquie en mer Égée, entre les îles grecques de Chios et Samos, dans un contexte de tensions entre les deux pays. À l'issue d'un combat aérien, un Mirage 2000 grec abat un F-16 turc.

## Contexte

Les eaux territoriales grecques et turques à 6 milles.

Le tracé contemporain de la frontière maritime entre la Grèce et la Turquie date de la cession du Dodécanèse à la Grèce par l'Italie en application du traité de Paris de 1947. Cependant, la majeure partie de cette frontière date, elle, du traité de Lausanne de 1923, signé à l'issue de la guerre gréco-turque qui voit la victoire de cette dernière.
Cette frontière donne lieu à des tensions entre les deux pays. En janvier 1996, une crise a lieu au sujet des îlots inhabités d'Imia contrôlés par la Grèce mais revendiqués depuis 1986 par la Turquie (qui les appelle Kardak).

## Incident du 8 octobre 1996

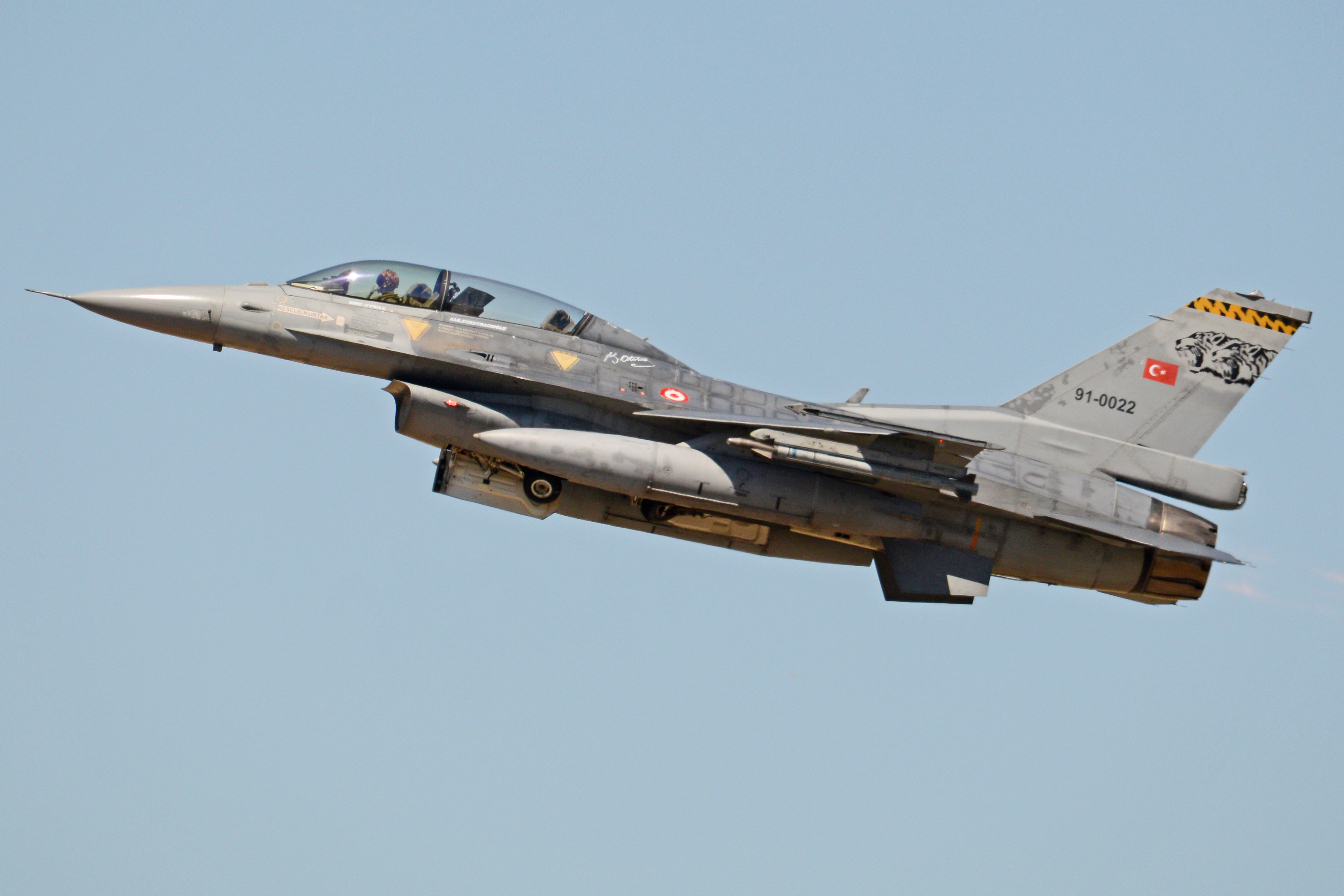
Un F-16D turc en 2016.

Le 8 octobre 1996, quatre chasseurs-bombardiers F-4 Phantom II et deux chasseurs F-16D Fighting Falcon de l'armée de l'air turque effectuent des manœuvres d’entraînement au sud de l'île de Chios, à proximité des côtes turques, dans une zone que la Turquie considère comme faisant partie de l'espace aérien international.
Pour la Grèce, il s'agit de son espace aérien national. Deux chasseurs Mirage 2000EG reçoivent l'ordre de décoller et d'intercepter les avions turcs mais ces derniers refusent de quitter les lieux à leur arrivée et un combat aérien tournoyant, aussi appelé dogfight, s'engage entre les Mirage et les F-16.
Un des Mirage, piloté par le lieutenant Thanos Grivas, parvient à se placer derrière un des F-16 et l'abat avec un missile Magic 2, provoquant la fuite du deuxième F-16 vers l'est pour rejoindre la zone internationale. L'avion touché s'abîme en mer Égée et le capitaine Nail Erdoğan, qui était aux commandes, est tué. Son copilote, le lieutenant-colonel Osman Çiçekli, s'éjecte à temps. 
Çiçekli est secouru une demi-heure plus tard par un AB 205 grec et reçoit des soins médicaux avant d'être renvoyé en Turquie à bord d'un C-130 Hercules. Malgré des mois de recherches, le corps d'Erdoğan n'est jamais retrouvé.

## Conséquences
L'événement est gardé secret pendant des années par les deux pays qui invoquent officiellement une défaillance mécanique pour expliquer le crash du F-16. Osman Çiçekli remercie publiquement la Grèce pour l'avoir sauvé et soigné. C'est seulement en 2003, après des fuites dans la presse grecque — qui affirment par ailleurs que le tir était accidentel, —, que le ministre grec de la Défense, Giannos Papantoniou, déclare publiquement qu'il a bien été abattu par un avion grec. En 2012, après la perte d'un RF-4E Phantom II abattu par la défense aérienne syrienne, le ministre turc de la Défense, İsmet Yılmaz, reconnaît deux cas similaires d'avions turcs abattus depuis 1965, dont le F-16 perdu en 1996,.
À la suite de ces révélations, l'avocat Mehmet Emin Keleş, qui représente la famille de Nail Erdoğan, et le copilote Osman Çiçekli portent plainte. La justice turque requiert en 2016 l'emprisonnement à perpétuité pour le pilote Thanos Grivas, accusé d'« homicide volontaire » pour avoir tiré un missile « sans raison dans l'espace aérien international ». Il est demandé à la Grèce de coopérer, faute de quoi le procès aurait lieu en Turquie (par contumace), mais elle rejette la demande en mai 2016.